# Alberto di Brunswick-Wolfenbüttel
Alberto di Brunswick-Wolfenbüttel (... – Verden, 14 aprile 1395) fu principe-arcivescovo di Brema come Alberto II.

## Prima di salire alla cattedra di Brema
Alberto era un figlio di Magnus I il Pio, che governava sul principato di Wolfenbüttel, e della margravia Sofia di Brandeburgo (1300-1356).
Alberto ottenne delle prebende come canonico della cattedrale cattolica di Magdeburgo, nell'Arcidiocesi principesca di Magdeburgo, e come prevosto nella chiesa di San Paolo di Halberstadt, nel Principato vescovile di Halberstadt.
Goffredo di Arnsberg, arcivescovo di Brema predecessore di Alberto, era stato nominato da Papa Clemente VI, che aveva così violato la costituzione dell'arcivescovato, che riservava il privilegio dell'elezione del principe-arcivescovo al capitolo dell'arcidiocesi. Il capitolo aveva invece fatto ricadere la propria scelta sul decano, il conte Maurizio di Oldenburg. Il conflitto arrivò ad un punto di stallo e così le due fazioni si accordarono per lasciare il titolo a Goffredo, mantenendo il potere nelle mani di Maurizio, che venne quindi nominato amministratore e coadiutore, carica questa che usualmente comportava la pretesa alla successione alla cattedra arcivescovile.
In seguito Goffredo, frustrato dal ruolo superiore di Maurizio, si alleò con il conte Gerardo III di Hoya, i cui territori confinavano a Sud-Ovest con l'Arcidiocesi; il Conte dichiarò guerra a Maurizio, ma l'arcivescovado – con il prezioso aiuto della città di Brema – riuscì ad avere la meglio e divenne così una grave minaccia per la vicina contea.
Nel 1358 il conte Gerardo arrivò a prendere alcuni borghesi bremesi in ostaggio; egli chiamò in suo sostegno il duca Magnus il Pio, il vicino orientale dell'Arcivescovo di Brema, ma Magnus chiese una ricompensa e Gerardo, trovatosi in una situazione disperata, promise al Duca la cattedra di Brema per il figlio Alberto. Fu così che il Conte di Hoya dovette convincere il proprio alleato a rassegnare le dimissioni.

## Principe-arcivescovo di Brema

### Ricerca del potere e del consenso
Tra i padri capitolari permaneva comunque una maggioranza a favore del loro candidato, Maurizio d'Oldenburg, che avevano eletto in prima istanza; Magnus il Pio ed Alberto necessitarono dell'intervento del Papa per la nomina a principe-arcivescovo, ancora una volta andando contro le leggi dell'arcidiocesi ed eludendo il capitolo. Alberto era spalleggiato dai Guelfi, che riuscirono ad ottenerne la nomina papale il 17 luglio 1360; l'anno successivo il capitolo accettò Alberto come principe-arcivescovo dopo una serie di trattative, conclusesi a Walsrode. Alberto si fece quindi chiamare Albertus electus et confirmatus, anche se questa non fu propriamente la corretta cronologia degli eventi, dal momento che egli fu prima confermato dal papa, mancando dell'elezione in seno al capitolo, che venne ratificata un anno dopo. A partire dal 1362 Alberto iniziò a sigillare i documenti con il titolo di Principe-Arcivescovo di Brema.
Gerardo III di Hoya, d'altronde, non era ancora riuscito a domare Goffredo; nel 1362 anch'egli sigillava lettere e documenti come Principe-Arcivescovo di Brema; anche Maurizio, del pari, rifiutò di arrendersi, supportato dalla città di Brema.
Alberto intendeva quindi affermarsi nei confronti di Maurizio. Nel 1361 i cittadini di Stade e Buxtehude, nonché i liberi braccianti delle Altes Land acclamarono Alberto come loro nuovo principe-arcivescovo; generalmente i Landsgemeinde dei braccianti delle pianure paludose ebbero esistenza tranquilla durante il governo di Alberto. Nel 1362 dei rappresentanti della città di Brema resero omaggio ad Alberto nella sua fortezza di Langwedel; egli ricambiò confermando i privilegi cittadini e mediò una pace tra Brema e il Conte di Hoya, cosicché gli ostaggi poterono essere rimessi in libertà. Nel 1365, la tassa introdotta dal consiglio cittadino per finanziare il riscatto provocò dei sollevamenti popolari tra i borghesi e gli artigiani, repressa nel sangue dal consiglio.
Nel frattempo Maurizio si era asserragliato all'interno della fortezza dell'arcivescovado di Vörde; fu solo grazie all'intervento dei fratelli di Alberto, Magnus II e Ludovico, e del suocero di quest'ultimo, Guglielmo II, principe di Lüneburg-Celle, nonché delle loro truppe, che si riuscì ad espugnare la fortezza nel gennaio 1363 ed obbligare così Maurizio a rassegnare le dimissioni.
Nello stesso anno Alberto aiutò un suo parente, Adolfo VII, conte di Schauenburg e Holstein-Kiel, e la città di Amburgo a liberare le strade a Nord-Est della città dal brigantaggio organizzato dal duca Eric II di Sassonia-Ratzeburg-Lauenburg e da Alberto V di Sassonia-Lauenburg–Bergedorf-Mölln, al quale riuscì a strappare il castello di Bergedorf.
Nel 1363 Alberto stipulò un contratto riguardante il finanziamento e la fornitura di soldati in caso di guerra con le città del principato, quali Brema, Buxtehude, Stade e Wildeshausen, nonché con i liberi bracciante di Osterstade.

### Deterioramento delle relazioni con le città del principato
Il governo di Alberto fu discontinuo. Nel 1366 cercò di trarre vantaggio dalla disputa tra il consiglio cittadino di Brema e le gilde, i cui membri espulsero dalla città alcuni consiglieri. Quando questi consiglieri si appellarono ad Alberto per ottenere aiuto, molti artigiani e borghesi considerarono questo atto come un tradimento nei confronti della città; appellarsi ad un principe significava infatti abolire l'autonomia cittadina. Nella notte del 29 maggio 1366 le truppe di Alberto invasero Brema; dopo questo fatto la città dovette nuovamente rendere omaggio all'arcivescovo e la statua lignea del Bremen Roland, simbolo dell'autonomia della città, venne bruciata e un nuovo consiglio venne nominato; il consiglio cittadino concesse quindi ad Alberto un prestito dell'enorme somma di 20 000 marchi bremesi.
I consiglieri che erano fuggiti da Brema e si erano rifugiati nella Contea di Oldenburg ottenere il supporto del conte Corrado II, che riconquistò per loro la città il 27 giugno 1366. I membri del brevissimo consiglio vennero quindi considerati traditori e decapitati, riportando l'autonomia cittadina; da quel momento la città di Brema, che da quel momento ebbe uno statuto autonomo, e la città bremese di Stade governarono in quasi completa indipendenza rispetto al principato arcivescovile. Alberto fallì in un secondo tentativo di soggiogare Brema, dal momento che era perennemente a corto di denaro e mancava del supporto dei Welfen, che, dopo la morte di Guglielmo II, erano impegnati nella guerra per la successione di Lüneburg contro la Casa di Ascania, designata dall'imperatore come erede del Principato di Lüneburg-Celle.
Nel 1371 il balivo di Alberto a Vörde eresse la fortezza Slikborch, nei pressi di Neuhaus sull'Oste, alla confluenza del fiume Oste con l'Elba, come baluardo per presidiare le Terre di Kehdingen e per guadagnare una posizione di controllo sulla confinante enclave sassone-lauenburghese di Hadeln. Nel 1378 Alberto si riconciliò con il figlio di Eric II, Eric IV, marito di una nipote di Alberto, Sofia (1358-1416), con il quale siglò una pace intesa a prevenire future dispute, con particolare riguardo ad Hadeln. Nel 1387 i liberi braccianti di Hadeln e Kehdingen demolirono però la fortezza Slikborch, vista come una minaccia alla loro autonomia.
In seguito Alberto non interferì più nelle dispute intestine. Nel 1380 egli mantenne un profilo basso, quando i cavalieri della famiglia von Mandelsloh e altri suoi creditori bremesi e verdeniani tentarono di conquistare con la forza le tenute ipotecate, saccheggiando Brema e l'intero principato. La città di Brema concluse un accordo con le altre città, con il capitolo e con i Landsgemeinde delle terre circostanti, con le famiglie della nobiltà locale e con i ministeriali per combattere i von Mandelsloh. Questo patto portò alla costituzione di un nuovo ente, la Fondazione del Principato Arcivescovile (in tedesco Stiftsstände); le città, le maggiori contribuenti dell'arcidiocesi, non avrebbero più pagato le loro imposte direttamente ad Alberto, ma le avrebbero versate alla fondazione.
Nel 1381 le truppe della città di Brema conquistarono i castelli di Kranenburg e Bederkesa, l'ultimo dei quali riuscì a mantenerlo fino alla metà del XVII secolo. Nel 1386 Brema rese sue vassalle le nobili famiglie che reggevano Altluneburg, parte dell'odierna Schiffdorf, ed Elmlohe. Le città e la nobiltà si arrogarono quindi delle prerogative arcivescovili, dal momento che Alberto venne svuotato di molti poteri.

### La prodigalità e la perdita del potere
Alberto conduceva uno stile di vita dispendioso; ipotecò numerose tenute del principato per ottenere credito e finanziare le sue spese. Nel 1369 la città di Brema gli concesse un prestito con una garanzia collaterale sulla sua zecca e sul suo diritto di conio, che da quel momento in poi venne esercitato dal consiglio cittadino. Nel 1375 Alberto cedette le terre di Haseldorf, l'Haseldorfer Marsch, situate a Nord del fiume Elba, ad Adolfo VII di Schauenburg e Holstein-Kiel, mentre nel 1377 fece lo stesso con Stedingen, che diede al conte Corrado II. Entrambi i domini vennero così alienati e – alla luce dell'evidenza storica – definitivamente persi per l'Arcidiocesi di Brema.
Nel 1368 Alberto aveva contratto un debito con il fratello Magnus Torquatus e Guglielmo II di Celle in base al quale aveva impegnato le rendite della sua residenza, il castello di Vörde, nonché le imposte riscosse nei terreni di pertinenza, così pure come quelli raccolti nelle Altes Land, a Kehdingen e nella parrocchia di Osten – località che si trovavano tutte a Sud dell'Elba  – in cambio di 4 150 marchi bremesi. Su consiglio dei parenti procedette poi a nominare Daniel von Borch come amministratore del principato.
Nel 1389 le città di Brema, Buxtehude e Stade saldarono il debito e detennero in proprio le terre, guadagnando così una potente posizione nel principato arcivescovile, mettendo da parte il governante. Le città nominarono il nipote di Alberto, Ottone, come reggente dell'arcidiocesi e lo insediarono a Vörde. Nel 1391 Alberto stesso rassegnò le dimissioni a favore del nipote, che nel frattempo era divenuto principe-vescovo di Verden, con il quale aveva convenuto che avrebbero risolto pacificamente eventuali conflitti. Nel frattempo, nel 1389, Alberto dato in pegno anche gli introiti di Hagen im Bremischen a Corrado II, in cambio di un nuovo prestito di 500 fiorini d'oro.

## Umiliazione di Alberto II
Nel 1376, durante la guerra di successione di Lüneburg (1370-1388), Johann von Zesterfleth, il decano del capitolo di Brema in carica, iniziò a condurre una guerra psicologica contro il Principe-Arcivescovo e lo accusò pubblicamente di essere un ermafrodito. Per calmare il popolo e convincere l'opinione pubblica Alberto dovette sottoporsi a numerose ispezioni fisiche in tutto l'arcivescovado, uno scandalo questo che lo colpì duramente.
Alberto fu l'ultimo di una serie di arcivescovi che nel XIV secolo portarono alla rovina del principato; Alberto lasciò al successore uno stato indebitato, delle ribellioni inascoltate e un potere arcivescovile in decadenza.

## Ascendenza
|                                            |                                      |                            | Genitori              |  |  | Nonni |  |  | Bisnonni                        |  |  | Trisnonni                      |  |
|                                            |                                      |                            |                       |  |  |       |  |  | Alberto I di Brunswick-Lüneburg |  |  | Ottone I di Brunswick-Lüneburg |  |
|                                            |                                      |                            |                       |  |  |       |  |  | Alberto I di Brunswick-Lüneburg |  |  | Ottone I di Brunswick-Lüneburg |  |
|                                            |                                      | Matilda del Brandeburgo    |                       |  |  |       |  |  | Alberto I di Brunswick-Lüneburg |  |  |                                |  |
| Alberto II di Brunswick-Lüneburg           |                                      |                            |                       |  |  |       |  |  | Alberto I di Brunswick-Lüneburg |  |  |                                |  |
|                                            |                                      | Alessia del Monferrato     | …                     |  |  |       |  |  |                                 |  |  |                                |  |
|                                            |                                      | Alessia del Monferrato     | …                     |  |  |       |  |  |                                 |  |  |                                |  |
|                                            |                                      | Alessia del Monferrato     | …                     |  |  |       |  |  |                                 |  |  |                                |  |
| Magnus I di Brunswick-Wolfenbüttel         |                                      | Alessia del Monferrato     |                       |  |  |       |  |  |                                 |  |  |                                |  |
|                                            |                                      | Enrico I di Werle          | Nicola I di Werle     |  |  |       |  |  |                                 |  |  |                                |  |
|                                            |                                      | Enrico I di Werle          | Nicola I di Werle     |  |  |       |  |  |                                 |  |  |                                |  |
|                                            |                                      | Enrico I di Werle          | …                     |  |  |       |  |  |                                 |  |  |                                |  |
| Rixa di Werle                              |                                      | Enrico I di Werle          |                       |  |  |       |  |  |                                 |  |  |                                |  |
|                                            |                                      | Rikissa Birgersdotter      | …                     |  |  |       |  |  |                                 |  |  |                                |  |
|                                            |                                      | Rikissa Birgersdotter      | …                     |  |  |       |  |  |                                 |  |  |                                |  |
|                                            |                                      | Rikissa Birgersdotter      | …                     |  |  |       |  |  |                                 |  |  |                                |  |
| Alberto di Brunswick-Wolfenbüttel          |                                      | Rikissa Birgersdotter      |                       |  |  |       |  |  |                                 |  |  |                                |  |
|                                            | Giovanni I, Margravio di Brandeburgo | Alberto II di Brandeburgo  |                       |  |  |       |  |  |                                 |  |  |                                |  |
|                                            | Giovanni I, Margravio di Brandeburgo | Alberto II di Brandeburgo  |                       |  |  |       |  |  |                                 |  |  |                                |  |
|                                            | Giovanni I, Margravio di Brandeburgo | Matilde di Groitzsch       |                       |  |  |       |  |  |                                 |  |  |                                |  |
| Enrico I, Margravio di Brandeburgo-Stendal | Giovanni I, Margravio di Brandeburgo |                            |                       |  |  |       |  |  |                                 |  |  |                                |  |
|                                            |                                      | Jutta di Sassonia          | Alberto I di Sassonia |  |  |       |  |  |                                 |  |  |                                |  |
|                                            |                                      | Jutta di Sassonia          | Alberto I di Sassonia |  |  |       |  |  |                                 |  |  |                                |  |
|                                            |                                      | Jutta di Sassonia          | Agnese di Turingia    |  |  |       |  |  |                                 |  |  |                                |  |
| Sofia di Brandeburgo                       |                                      | Jutta di Sassonia          |                       |  |  |       |  |  |                                 |  |  |                                |  |
|                                            |                                      | Ludovico II del Palatinato | Ottone II di Baviera  |  |  |       |  |  |                                 |  |  |                                |  |
|                                            |                                      | Ludovico II del Palatinato | Ottone II di Baviera  |  |  |       |  |  |                                 |  |  |                                |  |
|                                            |                                      | Ludovico II del Palatinato | Agnese del Palatinato |  |  |       |  |  |                                 |  |  |                                |  |
| Agnese di Baviera                          |                                      | Ludovico II del Palatinato |                       |  |  |       |  |  |                                 |  |  |                                |  |
|                                            |                                      | Matilde d'Asburgo          | Rodolfo I d'Asburgo   |  |  |       |  |  |                                 |  |  |                                |  |
|                                            |                                      | Matilde d'Asburgo          | Rodolfo I d'Asburgo   |  |  |       |  |  |                                 |  |  |                                |  |
|                                            |                                      | Matilde d'Asburgo          | Gertrude di Hohenberg |  |  |       |  |  |                                 |  |  |                                |  |
|                                            |                                      | Matilde d'Asburgo          |                       |  |  |       |  |  |                                 |  |  |                                |  |